# Ana Lilian de la Macorra
Ana Lilian de la Macorra (Mexikóváros, 1957. november 27. –) mexikói színésznő, producer és pszichológus. 
Színésznőként az El Chavo del Ocho és az El Chapulín Colorado szappanoperákban szerepelt az 1970-es években, míg meg nem vált Paty állandó szerepétől 1978-ban az El Chavo sorozatban.

## Élete és pályafutása
Ana Lilian a show producerének segédjeként kezdte, és soha nem került szóba, hogy színésznőként is szerepeljen. Karizmája miatt Chespirito őt választotta ki, hogy eredetileg csak három epizódban szerepeljen. Később, 1978–1979-ben összesen 25 részben volt látható.[pontosabban?]
A bemutató után 2012 decemberéig keveset tudtak róla, amikor egy perui televíziós műsor Mexikóvárosban megtalálta.
Spanyoltanárként, festőként, kárpitosaként dolgozott, és földet vásárolt, amelyet tanyává alakított a mexikói Colonia San Francisco Chimalpában.
Házas, két gyermeke van, és Mexikóvárosban dolgozik pszichológusként. Pszichológiai kérdésekről ír különféle folyóiratoknak és újságoknak.